# Ciurești (okręg Aluta)
Ciurești – wieś w Rumunii, w okręgu Aluta, w gminie Corbu. W 2011 roku liczyła 170 mieszkańców.